# Четвинд-Толбот, Джон, 1-й граф Толбот
Джон Толбот, 1-й граф Толбот из Хензола ( англ. John Chetwynd-Talbot, 1st Earl Talbot; 25 февраля 1749 — 19 мая 1793) — британский пэр и политик. До 1782 года он был известен как Джон Толбот, а с 1782 по 1784 год — лорд Толбот.

## Ранняя жизнь
Родился 25 февраля 1749 года. Старший сын достопочтенного Джона Толбота (1712—1756), судьи и политика, младшего сына Чарльза Толбота, 1-го барона Толбота (1685—1737), и достопочтенной Кэтрин Четвинд (ум. 1785), дочери Джона Четвинда, 2-го виконта Четвинда.
Закончил Итонский колледж (Виндзор, графство Беркшир) и Магдален-колледж (Оксфорд, графство Оксфордшир).

## Политическая карьера
С 1777 по 1782 год Джон Толбот заседал в Палате общин Великобритании от Касл Ризинга.
27 апреля 1782 года после смерти своего дяди, Уильяма Толбота, 1-го графа Толбота (1710—1782), Джон Толбот унаследовал титул 3-го барона Толбота из Хензола (графство Гламорган) и стал членом Палаты лордов Великобритании.
3 июля 1784 года для него были созданы титулы 1-го виконта Ингестре в графстве Стаффордшир и 1-го графа Толбота из Хензола в графстве Гламорган (Пэрство Великобритании) .
19 апреля 1786 года Джон Толбот, 1-й граф Толбот, получил королевскую лицензию на дополнительную фамилию и герб Четвинд.

## Семья

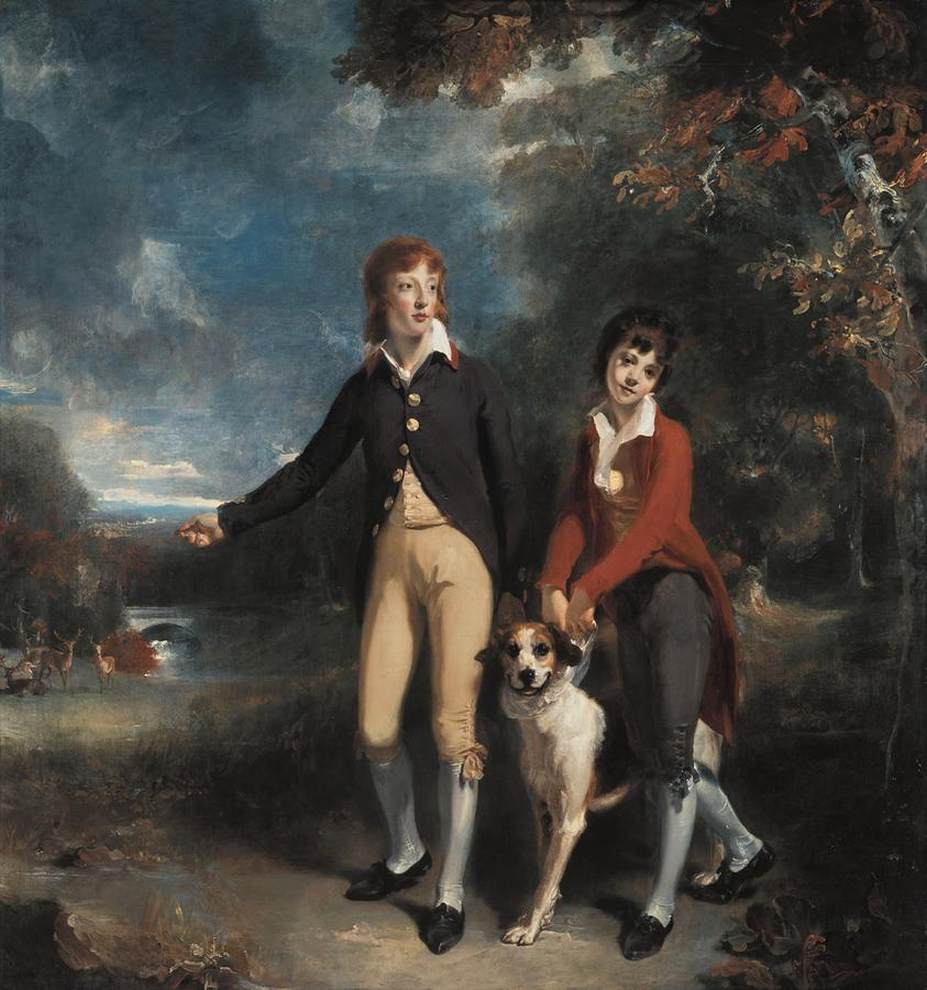
Портрет двух сыновей Джона Четвинда-Толбота, Чарльза (1777—1849) и Джона (1779—1825), автор Томас Лоуренс, 1793 год

7 мая 1776 года в Вестминстере (Лондон) лорд Толбот женился на леди Шарлотте Хилл (ум. 17 января 1804), дочери Уиллса Хилла, 1-го маркиза Дауншира (1718—1793) и леди Маргарет Фицджеральд (ум. 1766). У супругов было двое сыновей:
- Чарльз Четвинд-Толбот, 2-й граф Толбот из Хензола (25 апреля 1777 — 10 января 1849)
- Достопочтенный Джон Четвинд-Толбот (4 апреля 1779 — 8 февраля 1825), священник.

Лорд Толбот скончался в Фэрфорде (графство Глостершир) в мае 1793 года в возрасте 44 года. Его титулы и поместья унаследовал его старший сын, Чарльз Четвинд-Толбот, 2-й граф Толбот. Графиня Шарлотта Толбот умерла в январе 1804 года.